# Rhophitulus formosus
Rhophitulus formosus är en biart som först beskrevs av Schlindwein och Jesus Santiago Moure 1998.  Rhophitulus formosus ingår i släktet Rhophitulus och familjen grävbin. Inga underarter finns listade i Catalogue of Life.